# Departamentul Rivera
Departamentul Rivera este un departament din Uruguay aflat în regiunea de nord a țării. Are o suprafață de 9.370 km² și o populație de 103.493 de locuitori. Capitala sa este orașul Rivera. Se învecinează cu Brazilia la nord și est, cu departamentul Cerro Largo la sud-est, cu departamentul Tacuarembó la sud și vest și cu departamentul Salto la nord-vest.

## Istorie
Prima împărțire a Republicii în șase departamente s-a realizat la 27 ianuarie 1816. Alte două departamente s-au format mai târziu în acel an. În acea perioadă, departamentul Paysandú includea tot teritoriul la nord de Río Negro, care includea departamentele actuale Artigas, Rivera, Tacuarembó, Salto, Paysandú și Río Negro. La 17 iunie 1837, a fost realizată o nouă diviziune a Uruguayului și acest teritoriu a fost împărțit în trei părți. În noua diviziune, departamentul Tacuarembo a inclus și departamentul actual Rivera, până când a fost despărțit din acesta în 1868.
La 7 mai 1862 a fost creat orașul Pueblo de Ceballos, în onoarea viceregului spaniol Pedro de Cevallos. În iulie 1867 a luat numele oficial "Rivera". Orașul brazilian Santana do Livramento exista deja chiar peste graniță. La 1 octombrie 1884, a devenit capitala nou formatului departament Rivera prin Legea nr. 1.757.

## Populație și demografie
În urma recensământului din 2011, departamentul Rivera are o populație de 103.493 de locuitori (50.397 bărbați și 53.096 femei) și 39.859 de gospodării.
Date demografice pentru Departamentul Rivera în 2010:
- Rata de creștere a populației: 0,610%
- Rata natalității: 16,45 nașteri/1.000 de persoane
- Rata mortalității: 7,80 de decese/1000 de persoane
- Vârsta medie: 30,8 (28,9 bărbați, 32,4 femei)
- Speranța de viață la naștere:
  - Populație totală: 76,12 ani
  - Bărbați: 72,85 ani
  - Femei: 79,89 ani
- Venitul mediu pe gospodărie: 22.084 pesos/lună
- Venitul urban pe cap de locuitor: 8.806 pesos/lună